# Domfront en Poiraie
Domfront en Poiraie est, depuis le 1er janvier 2016, une commune nouvelle française située dans le département de l'Orne en région Normandie, peuplée de 4 131 habitants. Elle est née de la fusion de trois communes, sous le régime juridique des communes nouvelles. Les communes de Domfront, La Haute-Chapelle et Rouellé deviennent des communes déléguées.

## Géographie

### Hydrographie
La commune est située dans le bassin Loire-Bretagne. Elle est drainée par la Varenne, un bras de l'égrenne, l'Egrenne, la Sonce, l'Andainette, le Bazeille, le Choisel, le Rançonnet, le ruisseau de Bavaux, le ruisseau de Choisel, le ruisseau de Gérard, le ruisseau des Mares l'eau, le ruisseau la Fieffe et  et un autre petit cours d'eau,.
La Varenne, d'une longueur de 60 km, prend sa source dans la commune de Messei, à une altitude de 239 mètres, près du hameau de la Bédellerie, et se jette  dans la Mayenne à Ambrières-les-Vallées à une altitude de 94 mètres, après avoir traversé 17 communes. Les caractéristiques hydrologiques du Loison sont données par la station hydrologique située sur la commune de Domfront en Poiraie. Le débit moyen mensuel est de 2,85 m3/s. Le débit moyen journalier maximum est de 51,4 m3/s, atteint lors de la crue du 26 janvier 1995. Le débit instantané maximal est quant à lui de 73,9 m3/s, atteint le 25 octobre 1998.
L'Égrenne, d'une longueur de 37 km, prend sa source dans la commune de Chaulieu et se jette  dans la Varenne à Saint-Mars-d'Égrenne, après avoir traversé dix communes.

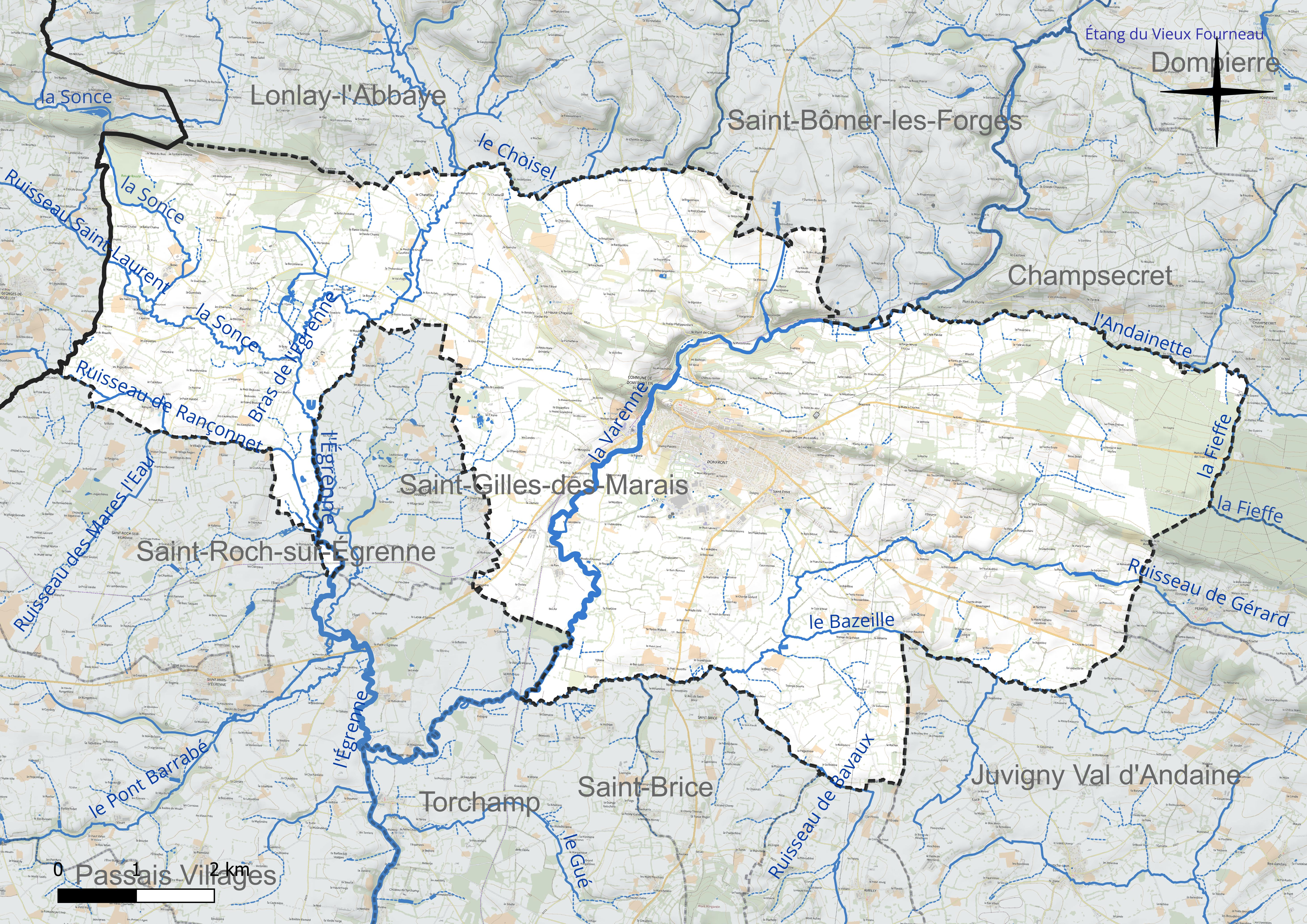
Réseau hydrographique de Domfront en Poiraie.

La Sonce, d'une longueur de 17 km, prend sa source dans la commune de Ger et se jette  dans un bras de l'Égrenne sur la commune, après avoir traversé cinq communes.
L'Andainette, d'une longueur de 13 km, prend sa source dans la commune des Monts d'Andaine et se jette  dans la Varenne en limite de la commune et de Champsecret, après avoir traversé trois communes.
Le Bazeille, d'une longueur de 11 km, prend sa source dans la commune de Juvigny Val d'Andaine et se jette  dans la Varenne en limite de Torchamp et de Domfront en Poiraie, face à Saint-Mars-d'Égrenne, après avoir traversé cinq communes.

### Climat
Pour des articles plus généraux, voir Climat de la Normandie et Climat de l'Orne.
En 2010, le climat de la commune est de type climat océanique franc, selon une étude du CNRS s'appuyant sur une série de données couvrant la période 1971-2000. En 2020, Météo-France publie une typologie des climats de la France métropolitaine dans laquelle la commune est exposée à un climat océanique et est dans la région climatique Normandie (Cotentin, Orne), caractérisée par une pluviométrie relativement élevée (850 mm/a) et un été frais (15,5 °C) et venté. Parallèlement le GIEC normand, un groupe régional d’experts sur le climat, différencie quant à lui, dans une étude de 2020, trois grands types de climats pour la région Normandie, nuancés à une échelle plus fine par les facteurs géographiques locaux. La commune est, selon ce zonage, exposée à un « climat contrasté des collines », correspondant au Bocage normand, bien arrosé, voire très arrosé sur les reliefs les plus exposés au flux d’ouest, et frais en raison de l’altitude.
Pour la période 1971-2000, la température annuelle moyenne est de 10,4 °C, avec une amplitude thermique annuelle de 13,3 °C. Le cumul annuel moyen de précipitations est de 913 mm, avec 13,4 jours de précipitations en janvier et 8,2 jours en juillet. Pour la période 1991-2020, la température moyenne annuelle observée sur la station météorologique la plus proche, située sur la commune de Saint-Fraimbault à 12 km à vol d'oiseau, est de 11,2 °C et le cumul annuel moyen de précipitations est de 850,1 mm,. Pour l'avenir, les paramètres climatiques de la commune estimés pour 2050 selon différents scénarios d’émission de gaz à effet de serre sont consultables sur un site dédié publié par Météo-France en novembre 2022.

## Urbanisme

### Typologie
Au 1er janvier 2024, Domfront en Poiraie est catégorisée bourg rural, selon la nouvelle grille communale de densité à sept niveaux définie par l'Insee en 2022.
Elle appartient à l'unité urbaine de Domfront en Poiraie, une unité urbaine monocommunale constituant une ville isolée,. Par ailleurs la commune fait partie de l'aire d'attraction de Domfront en Poiraie, dont elle est la commune-centre,. Cette aire, qui regroupe 8 communes, est catégorisée dans les aires de moins de 50 000 habitants,.

### Voies de communication et transports
Liaisons ferroviaires
Domfront possédait une gare située sur les lignes de Caen à Laval (tronçon ligne de La Chapelle-Anthenaise à Flers#Histoire)

## Toponymie
Domfront est attesté sous les formes Donnifrontis, Damfrontis vers 1020, Domus Fronto en 1063.
Poiraie pour les vergers de poiriers, car le Domfrontais est un terroir producteur de poires pour l’élaboration du poiré.

## Histoire
La commune est créée le 1er janvier 2016 par un arrêté préfectoral du 21 décembre 2015, par la fusion de trois communes, sous le régime juridique des communes nouvelles instauré par la loi no 2010-1563 du 16 décembre 2010 de réforme des collectivités territoriales. Les communes de Domfront, La Haute-Chapelle et Rouellé deviennent des communes déléguées et Domfront est le chef-lieu de la commune nouvelle.

## Politique et administration
| Nom               | Code Insee | Intercommunalité  | Superficie (km2) | Population (dernière pop. légale) | Densité (hab./km2) |
| ----------------- | ---------- | ----------------- | ---------------- | --------------------------------- | ------------------ |
| Domfront (siège)  | 61145      | CC du Domfrontais | 35,54            | 3 431 (2021)                      | 97                 |
| La Haute-Chapelle | 61201      | CC du Domfrontais | 19,31            | 539 (2021)                        | 28                 |
| Rouellé           | 61355      | CC du Domfrontais | 10,64            | 185 (2021)                        | 17                 |

### Liste des maires
| Période        | Période  | Identité     | Étiquette | Qualité                                                              |
| -------------- | -------- | ------------ | --------- | -------------------------------------------------------------------- |
| 6 janvier 2016 | En cours | Bernard Soul | DVD       | Infirmier libéral Président de Domfront Tinchebray Interco (2017 → ) |

## Population et société

### Démographie
L'évolution du nombre d'habitants est connue à travers les recensements de la population effectués dans la commune depuis sa création.
En 2022, la commune comptait 4 131 habitants, en évolution de −3,39 % par rapport à 2016 (Orne : −3,21 %, France hors Mayotte : +2,11 %).
| 2014  | 2015  | 2020  | 2022  |
| ----- | ----- | ----- | ----- |
| 4 401 | 4 315 | 4 180 | 4 131 |

## Culture locale et patrimoine

### Lieux et monuments
.

### Personnalité liée à la commune
.
- Omar ben Laden (1981-), peintre saoudien, quatrième fils de l'ancien chef d'Al-Qaïda Oussama Ben Laden, a habité à Domfront en Poiraie de 2016 à 2023[32].